# Nebi Mustafi
Nebi Mustafi (mac. Неби Мустафи; ur. 21 sierpnia 1976 w Tetowie) – północnomacedoński piłkarz pochodzenia albańskiego, w latach 1996–1997 członek macedońskiej reprezentacji U-21, a w latach 2001–2005 reprezentant Macedonii.